# 星河入梦
《星河入梦》（英語：Per Aspera Ad Astra）是一部即将于2025年7月5日上映的中国科幻冒险片，由韩延执导，王鹤棣与宋茜领衔主演，祖峰、罗海琼共同出演，汪铎特别出演。影片围绕近未来虚拟梦境系统“良梦”展开，讲述了人们能够创造并掌控自己的梦境，却在这个过程中引发了隐藏的危机。

## 剧情
《星河入梦》讲述了在近未来，虚拟梦境系统“良梦”问世，人们可以在自己创造的梦中随心所欲，主宰自己的世界。然而，随着这一技术的普及，一场由梦境引发的危机悄然来临。影片的主角徐天彪（王鹤棣 饰）和李思蒙（宋茜 饰）被卷入梦境中，他们不断变换身份，穿梭在不同的梦境场景。从西餐厅的刀叉大战到废土风格的枪林弹雨，时而化身为杀手、武士、忍者，时而与黑帮展开火拼。随着冒险的深入，他们逐渐揭开了“良梦”背后隐藏的巨大秘密。

## 演员列表
| 演员   | 角色   | 简介 |
| 王鹤棣 | 徐天彪 |      |
| 宋茜   | 李思蒙 |      |
| 祖峰   |        |      |
| 罗海琼 |        |      |
| 汪铎   |        |      |

## 制作
《星河入梦》由韩延执导，钱宁黄创作原始故事，钱宁黄、韩延、高璐、刘达林、徐忱、马佩斯编剧。影片的制作特别注重视觉效果与动作场面，力求呈现出多样化的梦境世界。从现实主义到赛博朋克风格，从废土到武侠奇幻，影片为观众展现了丰富的视觉场景。导演韩延通过视觉风格与对梦境世界的构思，呈现了多样的场景。

## 发行
《星河入梦》定于2025年7月5日上映。